# Моя дорогая Клементина
«Моя дорогая Клементина» (англ. My Darling Clementine) — классический вестерн режиссёра Джона Форда. Название отсылает к старинной народной песне Oh My Darling, Clementine, которая звучит в начале и в конце фильма. Премьера состоялась 2 декабря 1946 года, а в 1991 году картина пополнила Национальный реестр наиболее значимых фильмов в истории США.

## Сюжет
Аризона, 1882 год. Братья Эрп — Уайетт, Морган, Вирджил и Джеймс — гонят скот в Калифорнию. По дороге они встречают семью скотоводов Клэнтон — старика с четырьмя сыновьями — и от них узнают о ближайшем городке Тумстоуне. Братья едут в город, оставив самого младшего, Джеймса, караулить скот. По их возвращении в лагерь скот угнан, а Джеймс убит. Братья возвращаются в беззаконный Тумстоун, Уайетт занимает вакантное место маршала, а Морган и Вирджил становятся его помощниками; вместе они доискиваются, кто убил Джеймса.

## В ролях
- Генри Фонда — Уайетт Эрп
- Линда Дарнелл — Чиуауа
- Виктор Мэтьюр — Джон Генри «Док» Холлидей
- Кэти Даунс — Клементина Картер
- Уолтер Бреннан — Ньюман Хейнс Клэнтон
- Тим Холт — Вирджил Эрп
- Уорд Бонд — Морган Эрп
- Алан Мобри — Грэнвилл Торндайк, актёр
- Джон Айрленд — Билли Клэнтон
- Рой Робертс — мэр
- Джейн Дарвелл — Кейт Нельсон
- Грант Уитерс — Айк Клэнтон
- Дж. Фаррелл Макдональд — Мак, бармен
- Дон Гарнер — Джеймс Эрп

В титрах не указаны
- Рут Клиффорд — хозяйка оперного дома
- Фрэнсис Форд — папаша, старый солдат

## Историческая подоплёка
В основу сценария положена авторизованная биография Уайетта Эрпа за авторством Стюарта Лейка (1931), которая уже была экранизирована Аланом Двоном в 1939 году под названием «Маршал с фронтира». 
В основе сюжета романа и фильма — знаменитая перестрелка у корраля О-Кей, ставшая символом борьбы между представителями закона и бандитами в ту пору, когда правоохранительные органы на Диком Западе были слабы или не существовали вовсе. Форд, в молодости встречавшийся с Уайеттом Эрпом, заявлял, что сцена перестрелки снята так, как её описал ему Эрп, с некоторыми отклонениями. В действительности значительная часть сюжета фильма не соответствует подлинным событиям:
- Реальные братья Эрп никогда не промышляли перегоном скота.
- Джеймс был старшим, а не младшим братом Уайетта и умер в 1926 г.; в фильме годом его смерти на табличке значится 1882, тогда как перестрелка имела место 26 октября 1881 г. Могилы участников перестрелки

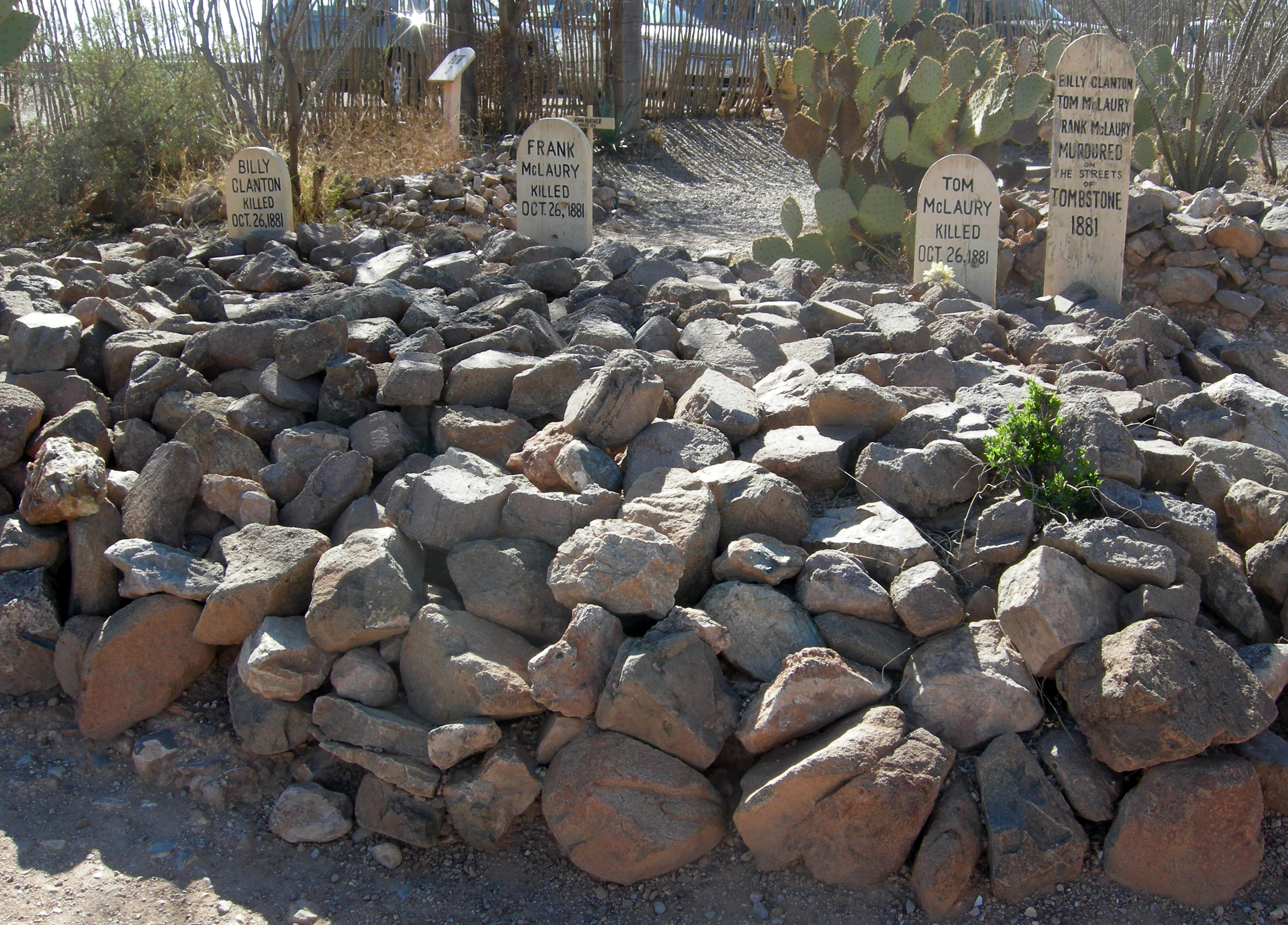
Могилы участников перестрелки

- Старик Клэнтон умер за два месяца до перестрелки.
- Док Холлидей был зубным врачом, а не хирургом, и умер через 6 лет после перестрелки от туберкулёза.
- В фильме Уайетт Эрп и Док Холлидей встречаются в Тумстоуне впервые; на самом деле на момент встречи они были давно знакомы и дружили.
- Маршалом Тумстоуна был не Уайетт, а Вирджил.
- Клементины Картер не существовало.

## Работа над фильмом
Джон Форд изначально не хотел снимать этот фильм. После Второй мировой войны он основал свою собственную, независимую компанию Argosy Pictures, однако по контракту должен был снять ещё одну картину для Twentieth Century Fox. Дэррил Занук, глава Fox, не смог уговорить Форда подписать новый контракт и предложил снять «Мою дорогую Клементину». Как и в случае многих других фильмов Форда, съёмки проходили в Долине монументов; они начались в мае 1946 года и были закончены за 45 дней. После закрытого просмотра Занук счёл фильм слишком длинным и неровным, отдал распоряжение режиссёру Ллойду Бэйкону отснять дополнительные сцены и основательно перемонтировал фильм, выбросив около 30 минут. Премьера состоялась в ноябре 1946 года, лента была положительно принята критиками и зрителями, хотя и не стала громким хитом. Оригинальная режиссёрская версия не сохранилась. Фильм восстановлен по допрокатной версии, появившейся через несколько месяцев после закрытого просмотра.

## Отзывы
В фильме поднята давно занимавшая Форда тема прихода на Дикий Запад законности и европейской цивилизованности. Киновед Питер Уоллен пишет, что в ту минуту, когда Уайетт Эрп заходит в цирюльню побриться, происходит его «перерождение из ковбоя-холостяка без крыши над головой, дикого кочевника, озабоченного только местью», в «семейного человека, остепенившегося, культурного, в шерифа-правоприменителя».
Хотя «Клементина» была любимым фильмом известного своими «кровавыми» вестернами режиссёра Сэма Пекинпы, Форд всячески подчёркивает стремление главного героя избежать применения силы. Как пишет М. Трофименков, Форд «снял фильм о том, что никто не хотел убивать: то, что для героя плохого вестерна — именины сердца, для него — тягостная необходимость».